# José Luis Aussín Suárez
José Luis Aussín Suárez (* 20. Januar 1942 in Orizaba, Veracruz), auch bekannt unter dem Spitznamen El Loco (dt. Der Verrückte) bzw. El Loquito, ist ein ehemaliger mexikanischer Fußballspieler auf der Position des Stürmers.

## Leben
„El Loquito“ Aussín begann seine Profikarriere in der zweiten mexikanischen Fußballliga bei seinem Heimatverein Orizaba FC und wurde schon bald von den Tiburones Rojos de Veracruz verpflichtet, denen 1964 die Rückkehr in die Primera División gelang. Dort stand Aussín nachweislich zwischen 1964 und 1970 unter Vertrag.
1964 gehörte er zum Kader der mexikanischen Olympiaauswahl und 1965 bestritt er drei Länderspieleinsätze für die mexikanische Nationalmannschaft: zunächst zwei WM-Qualifikationsspiele über die volle Distanz von 90 Minuten gegen Honduras (3:0) und die USA (2:2) Anfang März sowie am 6. April 1965 eine Halbzeit gegen Costa Rica (1:1) im Rahmen des CONCACAF-Nations-Cup 1965. Bei seinem Debüt gegen Honduras am 4. März 1965 gelang ihm sein einziger Länderspieltreffer zum 2:0 in der 14. Minute.